# Э (Франция)
Э (фр. Eu) — город на севере Франции, регион Нормандия, департамент Приморская Сена, округ Дьеп, центр одноименного кантона. Расположен в 32 км к северо-востоку от Дьепа и в 75 км к северо-западу от Амьена, на берегу реки Брель в четырёх километрах к юго-востоку от места её впадения в Ла-Манш. На севере коммуны находится железнодорожная станция Э линии Эпине-Вильтанёз―Трепор-Мер.
Население (2018) — 6 771 человек.

## История
Название города происходит от реки, на берегах которой он был построен: в древности река Брель называлась У (фр. Ou), что позднее превратилось в Э (фр. Eu).
В средние века город был центром одноимённого графства, входящего в состав герцогства Нормандия. Оно было образовано в 996 г. герцогом Ричардом I для своего незаконнорождённого сына Готфрида, графа де Брионн. Графство Э создавалось как пограничная марка, защищавшая нормандское герцогство с востока. В 1050 или в 1052 г. в церкви замка Э состоялась свадьба Вильгельма Завоевателя и его жены Матильды Фландрской. Эта церковь — единственная постройка средневекового замка, сохранившаяся до настоящего времени. В 1180 г. в Э заболел и скончался Лоуренс О’Тул, архиепископ Дублинский и папский легат. В 1225 г. он был канонизирован католической церковью и стал святым-покровителем города. Часть его мощей хранится в главной городской церкви Нотр-Дам и Сен-Лоран. В XII веке Ричард Львиное Сердце, который как герцог Нормандии был сюзереном графов д’Э, построил городские стены. В 1202 г. крепость была захвачена французским королём Филиппом Августом, а графы д’Э перешли под власть Франции.

В 1416 г. крепость была вновь захвачена англичанами в период вторжения Генриха V в Нормандию. В 1430 г. в городе провела ночь пленённая Жанна д'Арк, которую перевозили в Руан. Спустя двадцать лет, в 1450 г. английские войска были изгнаны из Нормандии. По прекращении линии Артуа в 1472 г. графство Э унаследовала Клеве-Неверская династия, что вывело эту территорию из подчинения короля Франции и привело к вхождению в состав Бургундской державы. Но после смерти герцога Карла Смелого в 1477 г. король Франции Людовик XI захватил Э и ряд других бургундских лёнов и включил графство в состав королевского домена. 

Территория графства Э в составе Нормандии (XI—XIII вв.)

В 1588 г. титул графа д’Э перешёл во владение герцогов де Гиз, в то время наиболее влиятельной аристократической фамилии Франции. Позднее этот титул и права на графство неоднократно продавались, последняя графиня д’Э была матерью французского короля Луи-Филиппа Орлеанского. В XVI веке в центре города был построен дворец Гизов, который в XIX веке стал использоваться как летняя резиденция Луи-Филиппа. В 1843 г. во дворце останавливалась королева Виктория во время своего визита во Францию. Эта была первая личная встреча английского и французского монархов с 1520 г.

## Переименование
Для удобства туристов власти Э планируют переименовать город. Дело в том, что поисковые системы в интернете плохо находят информацию об этом городе, вместо этого они выдают ссылки на порталы Европейского союза (.eu), а также на страницы о грамматике французского языка (где eu является причастием прошедшего времени от глагола avoir — «иметь»). Рассматривается возможность проведения референдума среди горожан по поводу переименования.

## Достопримечательности
- Шато д’Э, резиденция французских королей, в настоящее время — музей эпохи короля Луи-Филиппа
- Коллегиальная церковь Нотр-Дам и Сен-Лоран XII—XIII веков; в крипте находятся гробницы графов Артуа, в том числе Робера III д’Артуа, одного из главных героев знаменитой эпопеи Мориса Дрюона «Проклятые короли»
- Церковь колледжа иезуитов XVI века, построенная по решению герцога де Гиза; в церкви находится гробницы герцога и его жены Екатерины Клевской

## Экономика
Структура занятости населения:
- сельское хозяйство — 2,6 %
- промышленность — 15,4 %
- строительство — 3,8 %
- торговля, транспорт и сфера услуг — 42,7 %
- государственные и муниципальные службы — 35,5 %

Уровень безработицы (2017) — 16,6 % (Франция в целом —  13,4 %, департамент Приморская Сена — 15,3 %). 

Среднегодовой доход на 1 человека, евро (2018) — 20 460 (Франция в целом — 21 730, департамент Приморская Сена — 21 140).

## Демография
Динамика численности населения, чел.

## Администрация
Пост мэра Э с 2020 года занимает коммунист Мишель Барбье (Michel Barbier). На муниципальных выборах 2020 года возглавляемый им левый список победил во 2-м туре, получив 49,02 % голосов (из четырех списков).
| Период | Период | Фамилия              | Партия                         | Примечания                                                          |
| ------ | ------ | -------------------- | ------------------------------ | ------------------------------------------------------------------- |
| 1976   | 1995   | Жан Дюорне           | Союз за французскую демократию | член Генерального совета департамента                               |
| 1995   | 2008   | Франсуа Гуэ          | Разные правые                  | юрисконсульт                                                        |
| 2008   | 2014   | Мари-Франсуаза Гауйе | Социалистическая партия        | медсестра, вице-президент Генерального совета департамента, сенатор |
| 2014   | 2020   | Ив Дерьен            | Разные правые                  | бывший директор компании группы Alcatel                             |
| 2020   |        | Мишель Барбье        | Коммунистическая партия        | логопед                                                             |

## Города-побратимы
- Хан, Германия
- Бад-Лаухштедт, Германия
- Зук-Микаель, Ливан
- Олесунн, Норвегия

## Знаменитые уроженцы
- Франсуа Ангье (1604—1669) и Мишель Ангье (1612—1686) — скульпторы
- Изабелла Орлеан-Браганса (1911—2003), графиня Парижская, супруга претендента на трон Франции Генриха Орлеанского

## Галерея

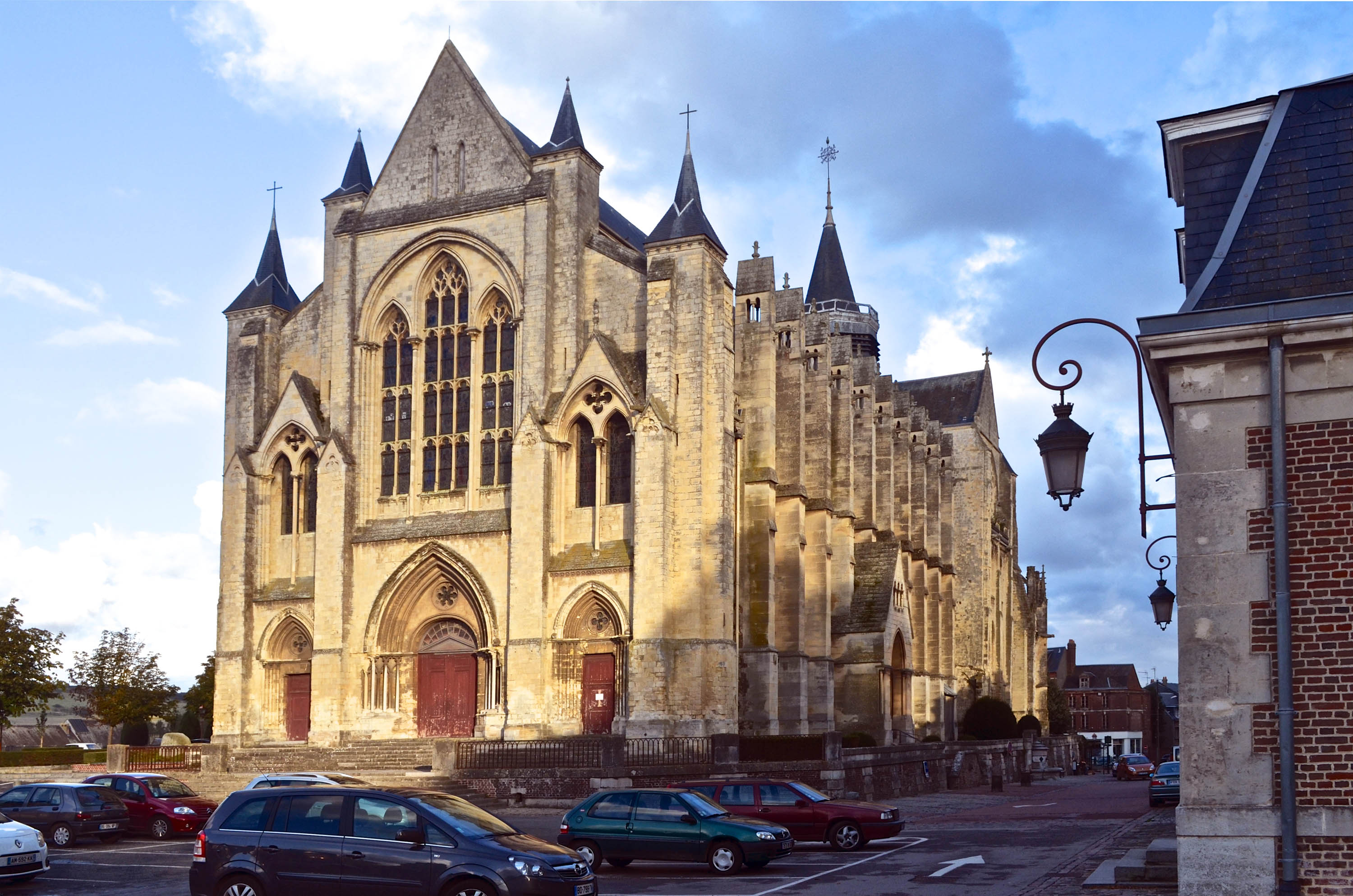
Церковь Нотр-Дам и Сен-Лоран
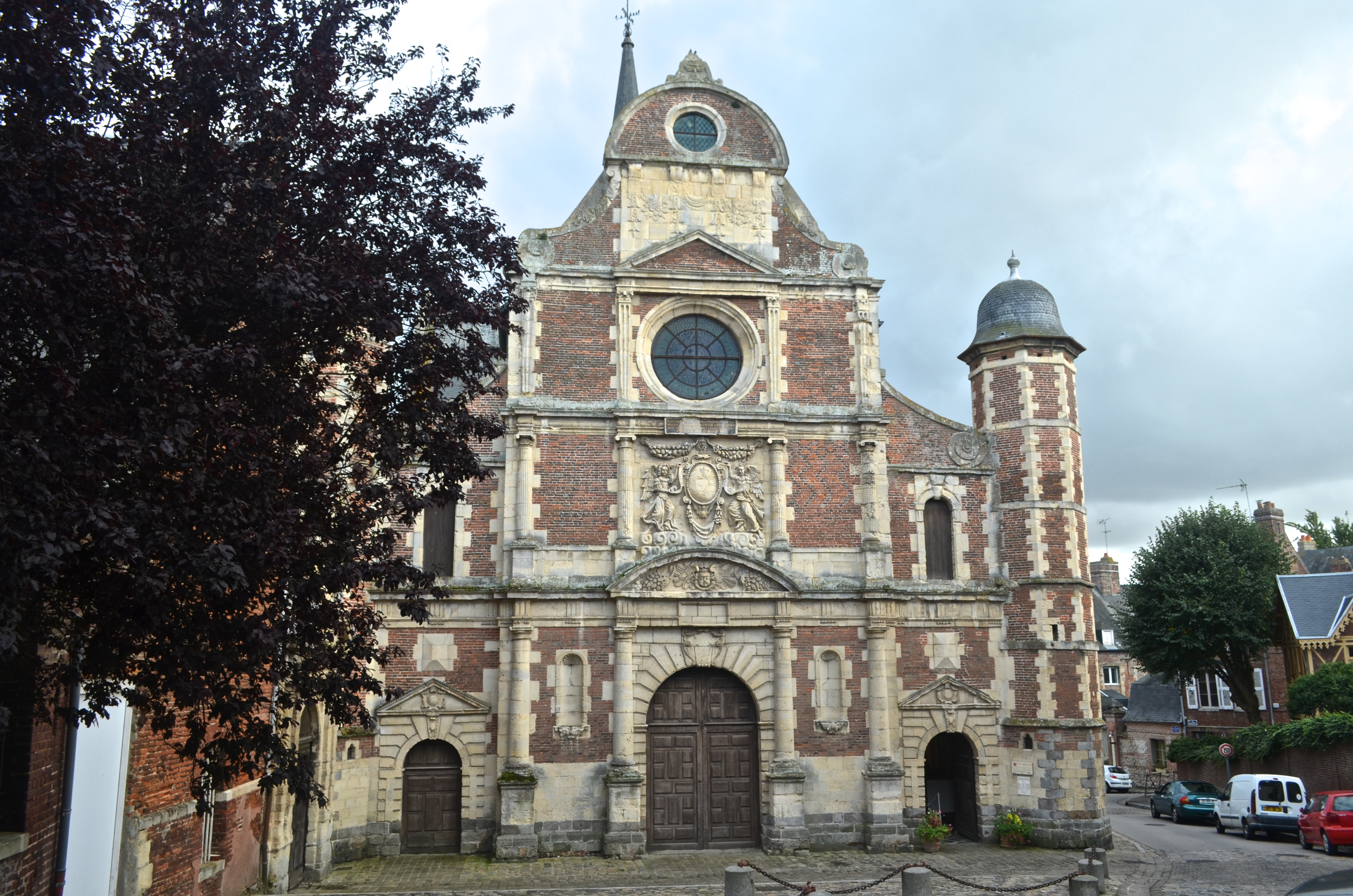
Церковь колледжа иезуитов
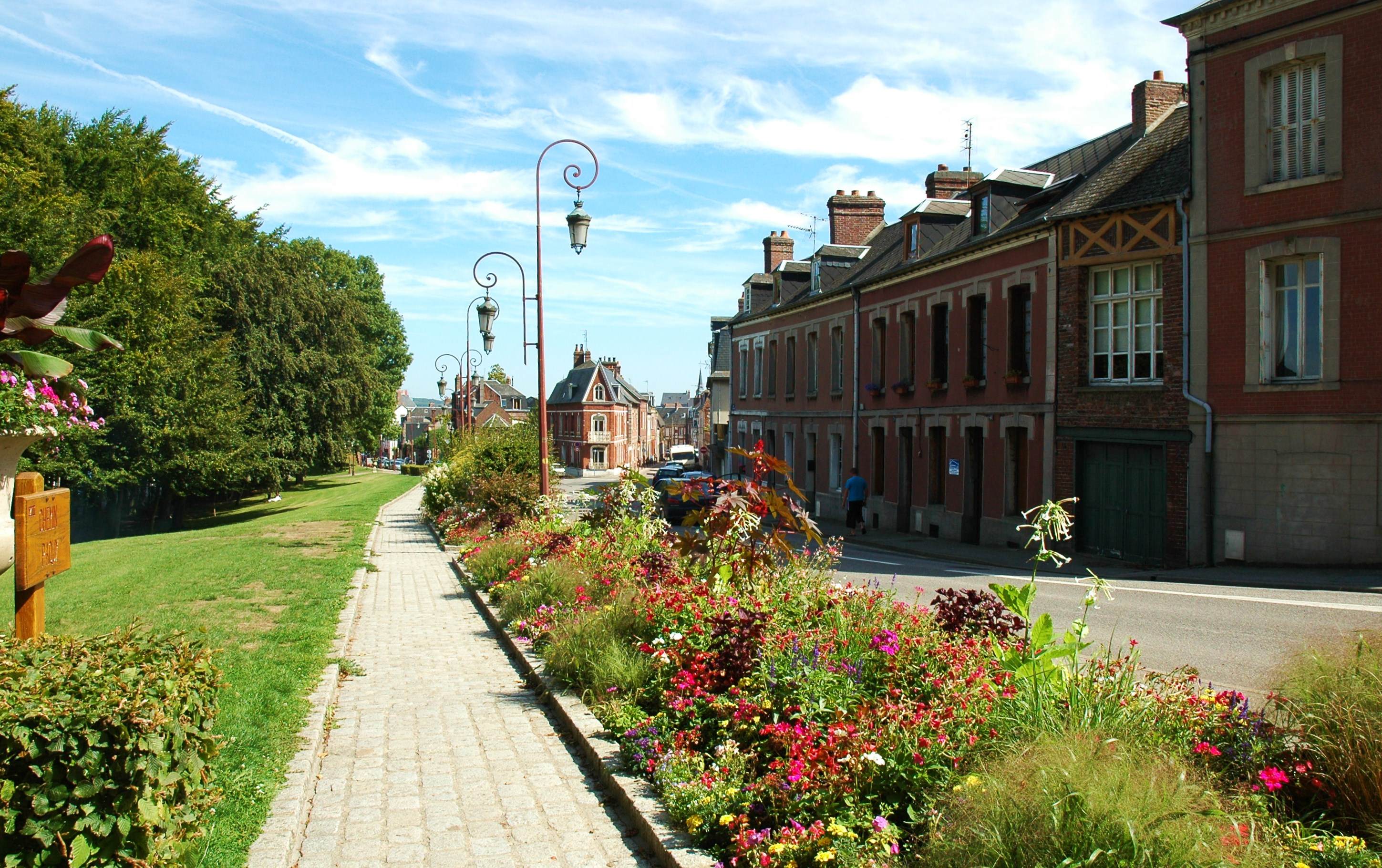
Улица в Э